# داتانگ تلکام
داتانگ تلکام (انگلیسی: Datang Telecom) شرکت مخابرات چینی است، که در سال ۱۹۹۸ تأسیس شد.